# 松下唯
松下 唯（まつした ゆい、1988年〈昭和63年〉7月25日 - ）は、日本の元タレント、元声優、元歌手であり、女性アイドルグループ・SKE48の元メンバーである。芸名はyuimin*。福岡県福岡市出身。所属事務所はピタゴラス・プロモーション（2008年10月 - 2011年9月） → フリー → バースエンターテインメント（2012年1月 - 2015年11月）。

## 略歴
2008年
- 7月31日、『SKE48オープニングメンバーオーディション』に合格（応募総数2,670名、最終合格者22名）。
- 10月5日、『SKE48 チームS 1st Stage「PARTYが始まるよ」』公演において選抜メンバー16名のうちの一人として公演デビュー。

2009年
- 3月、選抜メンバー16名がチームSへ移行し、チームSのメンバーとなる。

2010年
- 2月14日のチームS公演において、両足首の病気である「離脱性骨軟骨炎（距骨）」により、手術・リハビリを含む半年間の離脱が発表された[5]。しかし、半年が経過した8月以降も復帰の目処は立たなかった。

2011年
- 1月12日から放映が開始された深夜ミニドラマ『モウソウ刑事!』に声優として出演。
- 1月19日更新分の『おしゃべりやってまーす 第48放送』において久々にその姿を見せる。
- 8月25日、同年9月30日をもって、上記の足の治療のため卒業することを発表。主な要因として「離脱性骨軟骨炎」の症状が悪化し、長期間のリハビリを必要とすることや完治したとしても元のように踊れる可能性が少ないことであった[6]。
- 9月28日、SKE48での最後の公式イベントとなる卒業特別公演『松下唯 明日への一歩』がSUNSHINE STUDIO（SKE48劇場）で開催[7]。
- 9月30日、この日をもってSKE48を卒業。
- 10月より東京に拠点を移し活動[8]。
- 12月20日、SKE48卒業後休止していた個人ブログを再開。

2012年
- 1月末、バースエンターテインメントに所属し芸能活動を再開[9]。

2013年
- 5月22日、ソロ歌手として徳間ジャパンコミュニケーションズからメジャー・デビュー。

2015年
- 12月1日、11月30日付で所属事務所の退社及び、芸能界を引退したことを発表[10]。

2017年
- 4月8日、芸名を松下唯からyuimin*に改名[3][4]。

2020年
- 11月12日、AKIBAカルチャーズ劇場で行われた『平松可奈子生誕祭2020～もきゅ松、大人になりました。～』に出口陽、古川愛李と共にゲスト出演[11]。

2021年
- 4月11日、『松井珠理奈卒業コンサート@日本ガイシホール～珠理奈卒業で何かが起こる!?～』に1期生のうちの一人として「強き者よ」の歌唱に参加した[12]。

## 人物
- 自身のファンを「うさ組。」「うさうさ組。」と呼んでいる[13]。
- 弟が1人いる[14]。
- 女優の西田奈津美は高校時代の同級生[13]。また、AKB48の渡辺麻友とも仲が良かった[15]。
- AKB48卒業生の戸島花（元・SDN48）[注 1][16]や成瀬理沙とも交流があり、特に成瀬は提携先の事務所が松下と同じであることもあってか[17]、ラジオやイベントで共演することが多い[18]。
- チョチョチョラッチョと呼ばれるなかよしグループのメンバーとして、青山☆聖ハチャメチャハイスクールの今村美咲やFeamのRinaこと佐藤梨菜との交遊がある[19]。
- 今村美咲と2人でユニット2faceとしても不定期に活動中[20]。

### SKE48
- 卒業生を含むSKE48のメンバーで、在籍時にSKE48公式サイトのブログ以外でメンバー個人単位での公式ブログを開設していたのは2015年4月現在、松下ただ1人である。公式ブログを開設したのは、休業期間中のファンとのコミュニケーションを図るためであった[21]。

## SKE48在籍時の参加曲

### シングルCD選抜曲
- 強き者よ
- 「青空片想い」に収録
  - バンジー宣言 - チームB.L.T.名義

### 劇場公演ユニット曲
チームS 1st Stage「PARTYが始まるよ」公演
- 星の温度

 チームS 2nd Stage「手をつなぎながら」公演
- 雨のピアニスト（1st UNIT）
- ウィンブルドンへ連れて行って（2nd UNIT）

 チームS 3rd Stage「制服の芽」公演（途中降板）
- 万華鏡

## 作品

### シングル
|                                  | リリース日                       | タイトル                         | 最高位                           | 販売形態                         | レコードNo:                      | 形態                             |
| 徳間ジャパンコミュニケーションズ | 徳間ジャパンコミュニケーションズ | 徳間ジャパンコミュニケーションズ | 徳間ジャパンコミュニケーションズ | 徳間ジャパンコミュニケーションズ | 徳間ジャパンコミュニケーションズ | 徳間ジャパンコミュニケーションズ |
| -------------------------------- | -------------------------------- | -------------------------------- | -------------------------------- | -------------------------------- | -------------------------------- | -------------------------------- |
| 1                                | 2013年5月22日                    | Shooting Star                    | 37位                             | CD                               | TKCA-739031                      | 通常盤                           |

### カバー・アルバム
|                                  | リリース日                       | タイトル                                 | 最高位                           | 販売形態                         | レコードNo:                      | 形態                             |
| 徳間ジャパンコミュニケーションズ | 徳間ジャパンコミュニケーションズ | 徳間ジャパンコミュニケーションズ         | 徳間ジャパンコミュニケーションズ | 徳間ジャパンコミュニケーションズ | 徳間ジャパンコミュニケーションズ | 徳間ジャパンコミュニケーションズ |
| -------------------------------- | -------------------------------- | ---------------------------------------- | -------------------------------- | -------------------------------- | -------------------------------- | -------------------------------- |
| 1                                | 2013年10月09日                   | スクールガール・アンセム〜学園アニソン集 | 112位                            | CD+DVD CD                        | TKCA-73997 TKCA-73998 TKCA-73999 | 生産限定盤A 生産限定盤B 通常盤   |

### 参加作品
- 空の軌跡 クローゼ物語 〜翼、羽ばたくとき〜（2009年10月16日、ジーパラドットコム） - ポーリィ 役

## 出演

### テレビドラマ
- トミカヒーロー レスキューファイアー（2010年1月16日、テレビ東京） - 第42話
- モウソウ刑事!（2011年1月12日 - 、東海テレビ） - 声の出演

### バラエティ
- 地元応援バラエティ このへん!!トラベラー
  - （2009年8月3日、福岡放送）
  - （2018年12月30日、中京テレビ） - 生放送2時間スペシャル
- SKE48学園（2009年10月3日 - 2011年9月29日、エンタ!371）
- 声優バラエティー SAY!YOU!SAY!ME!（2011年4月7日 - 9月29日、テレビ愛知）
- ゆいみんのうさうさわーるど（2014年2月14日 - 、SHOWROOM）[23]

### ラジオ
- SKE48 観覧車へようこそ!!（2009年4月13日・5月25日・7月6日・8月17日・10月12日・12月7日・14日、CBCラジオ）
- 神田朱未のわたしのすきなこと。（2009年11月1日21時 - 21時30分 - FM AICHI）
- 松下唯・高崎聖子・立松あすの発信しちゃお!（2012年7月1日-2014年6月29日、レインボータウンFM）
- インターネットラジオステーション「音泉」インフォメーション（2013年10月度ナビゲーター）
- 〜IDOL SHOWCASE〜 i-BAN!!（2013年6月2日・10月6日、NACK5）
- ゆいみんのうさうさわーるど（2014年10月2日 - 2015年3月25日、bayfm）[24]
- コルネーリア魔法学園（2015年4月7日 - 10月6日、bayfm）

### 舞台
- 音楽朗読劇「イキヌクキセキ〜十年目の願い〜」（2013年4月10日 - 13日、東京グローブ座）

### ゲーム
- 闘真伝（2009年12月10日、タカラトミー） - アイダベル・フローラベル 役
- 君と一緒に（2011年9月、Mobage）
- アンジュ・ヴィエルジュ〜第二風紀委員ガールズバトル〜（2014年4月、KADOKAWA/SEGA） - プリシラ 役
- 超銀河秘球 コズミックボール（2015年6月、Xio） - M.O.M.O. 役[25]